# Orestes Fiedler
Orestes Fiedler (* 1986 in Ruda Śląska, Polen) ist ein deutsch-polnischer Schauspieler.

## Leben
Orestes Fiedler wuchs in seiner Geburtsstadt und später in Deutschland auf. Er studierte nach seinem Abitur zunächst Anglistik/Amerikanistik und Theaterwissenschaft an der Ruhr-Universität Bochum und nahm nebenbei privaten Schauspielunterricht. In den USA besuchte er 2007 ein zweimonatiges Filmschauspiel-Training an der New York Film Academy in Los Angeles. Von 2010 bis 2014 absolvierte er sein Schauspielstudium mit Diplom an der Theaterakademie Köln.
In der Zeit unmittelbar nach dem Schauspielstudium hatte Fiedler Theaterengagements an verschiedenen Kölner Bühnen, so am Kunsthaus Rhenania (2014), am Orangerie Theater (2014), am Horizont Theater (2014) und am Freien Werkstatt Theater (2015). Von 2015 bis 2018 spielte er am Casamax Theater in Köln die Hauptrollen in verschiedenen Kinder- und Jugendtheaterproduktionen, mit welchen er auch an anderen Theatern gastierte. Von 2017 bis Februar 2022 übernahm Fiedler am Theater Freudenhaus in Essen die Rolle des italienischen „Gastarbeiters“ Rudolfo Zampini in dem Kultstück und der Ruhrgebietskomödie Freunde der italienischen Oper. Am selben Haus gastierte Fiedler in der Rolle des Butlers in einer Variante des Dinner-for-One-Sketches (2018) sowie mit der Produktion Gretchen 89ff (2021).
Fiedler stand auch für Film- und Fernsehproduktionen vor der Kamera. In der niederländischen TV-Miniserie De Zaak Menten, die 2017 mit dem „Gouden Kalf“ als „Bestes TV-Drama 2017“ ausgezeichnet wurde, verkörperte er den polnischsprachigen Bolschewiken Wladimir Simoniak. In der 14. Staffel der ZDF-Serie Der Staatsanwalt (2019) war er neben Rainer Hunold als Sohn eines ermordeten Wiesbadener Notars zu sehen. In der ARD-Krimireihe Der Lissabon-Krimi gehört Fiedler seit dem dritten Film (Erstausstrahlung: März 2019) als Staatsanwalt Marco Tavarez neben Jürgen Tarrach und Vidina Popov zum festen deutsch-portugiesischem Ensemble. Im 4. Film der TV-Krimireihe Die Füchsin (2019) spielte Fiedler den deutschen Bräutigam einer arrangierten deutsch-arabischen Ehe. In der Rosamunde-Pilcher-Verfilmung Herzensläufe (Erstausstrahlung: September 2021), dem zweiten Film der ZDF-„Herzkino“-Fernsehreihe der Saison 2021/22, übernahm Fiedler, an der Seite von Hedi Honert, die männliche Hauptrolle als Landarzt Thomas Mills und alter Schulfreund der rastlosen Köchin Alice, die gemeinsam mit ihrer jüngeren Schwester die traditionelle Familien-Destillerie übernehmen soll.
Neben seinen Fernseharbeiten wirkte Fiedler auch in einigen Kurz- und Independentfilmen. Gemeinsam mit Olga von Luckwald spielte er in dem Kurzfilm Der Sternenfänger (2009), der die Liebesgeschichte zweier Jugendlicher erzählt. In Die Einladung (2018), einem Kurzfilm von Thorsten Schade, spielte Fiedler die Hauptrolle des Tom Renner, einen jungen Projektentwickler, der in die Fänge einer machthungrigen und elitären Gesellschaft gerät. Fiedler wurde für seine Darstellung dieser Figur mit mehreren Preisen ausgezeichnet.
Fiedler arbeitet auch als Sprecher und tritt mit Lesungen auf. Im Januar 2018 trat er gemeinsam mit Hella von Sinnen im Kölner Gloria-Theater in der Krimi-Lesung Fang den Mörder auf. Im Dezember 2019 veranstaltete und performte er die Lesereihe Gothic Tales im gastronomischen Viertel der Stadt Bochum.
Er lebt in Witten und Köln.

## Filmografie (Auswahl)
- 2009: Der Sternenfänger (Kurzfilm)
- 2016: De Zaak Menten (TV-Miniserie, Episodenrolle)
- 2018: Die Einladung (Kurzfilm)
- 2019: Der Staatsanwalt: Tödlich Wohnen (Fernsehserie, eine Folge)
- 2019: Der Lissabon-Krimi: Dunkle Spuren (Fernsehreihe)
- 2019: Der Lissabon-Krimi: Feuerteufel (Fernsehreihe)
- 2019: Die Füchsin: Im goldenen Käfig (Fernsehreihe)
- 2020: Der Lissabon-Krimi: Zum Schweigen verurteilt (Fernsehreihe)
- 2020: Der Lissabon-Krimi: Die verlorene Tochter (Fernsehreihe)
- 2021: Wilsberg: Überwachen und belohnen (Fernsehreihe)
- 2021: Rosamunde Pilcher: Herzensläufe (Fernsehreihe)
- 2021: Billy Kuckuck – Angezählt (Fernsehreihe)
- 2022: Nord bei Nordwest – Wilde Hunde (Fernsehreihe)
- 2023: Eher fliegen hier UFOs (Fernsehfilm)